# وهم نقدي
في الاقتصاد، الوهم النقدي (بالإنجليزية: Money illusion)‏، يُشير هذا المفهوم إلى ميل الناس بالتفكير في القيمة الإسمية للزيادة النقدية دون التفكير في القيمة الحقيقية، وبعبارة أخرى، يحدث عندما ترتفع الأجور النقدية للأشخاص ويقابل هذا الارتفاع ارتفاع أسعار السلع والخدمات بنسبة أكبر من نسبة ارتفاع الأجور النقدية فيؤدي ذلك إلى زيادة استهلاك الناس ظناً منهم أن هذه الزيادة في الاستهلاك بسبب الزيادة في دخولهم.
إن ظاهرة الوهم النقدي ترتبط في الأساس بموضوع التمييز بين الأجور الحقيقية والأجور النقدية، 
ويقصد بالأجور النقدية أنها كمية النقود التي يحصل عليها العمال لقاء قيامهم بعمل ما،
اما الاجور الحقيقية فانها تعني كمية السلع والخدمات التي يستطيع العمال ان يحصلوا عليها أو يشتروها بواسطة اجورهم النقدية. وبتعريف آخر هو زيادة في مقدار دخل الفرد والذي يقابله زيادة بنفس المقدار في ارتفاع الأسعار للسلع والخدمات وبالتالي ينخدع الفرد بمقدار النقود التي يحصل عليها وهي زادت بالكمية فقط ولكن قيمتها ظلت كما هي لأنها تشترى نفس القدر من السلع والخدمات التي كانت يشتريها الفرد بدخله قبل الزيادة الإسمية وليست الحقيقية لدخله.
وقد صاغ هذا المصطلح من قبل إيرفينج فيشر أثناء استقرار الدولار. وقد شاعه جون مينارد كينز في أوائل القرن العشرين، وكتب إيرفينغ فيشر كتاباً هاماً حول هذا الموضوع في عام 1928. إن وجود الوهم النقدي يتنازع عليه الاقتصاديون النقديون الذين يدعون أن الناس يتصرفون بطريقة عقلانية (أي التفكير بالأسعار الحقيقية) فيما يتعلق بثرواتهم.